# 輕鐵客務中心

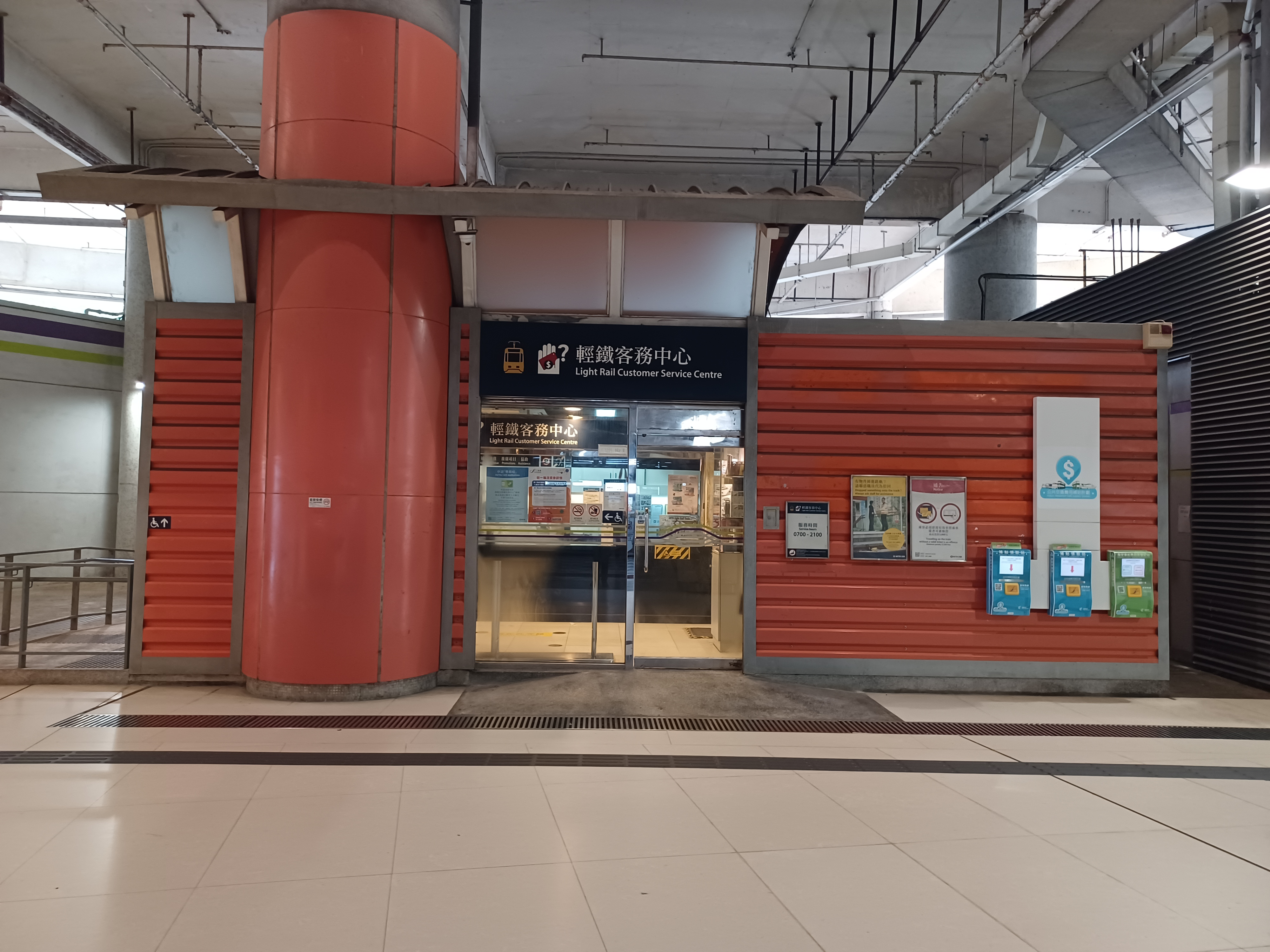
屯門碼頭站輕鐵客務中心

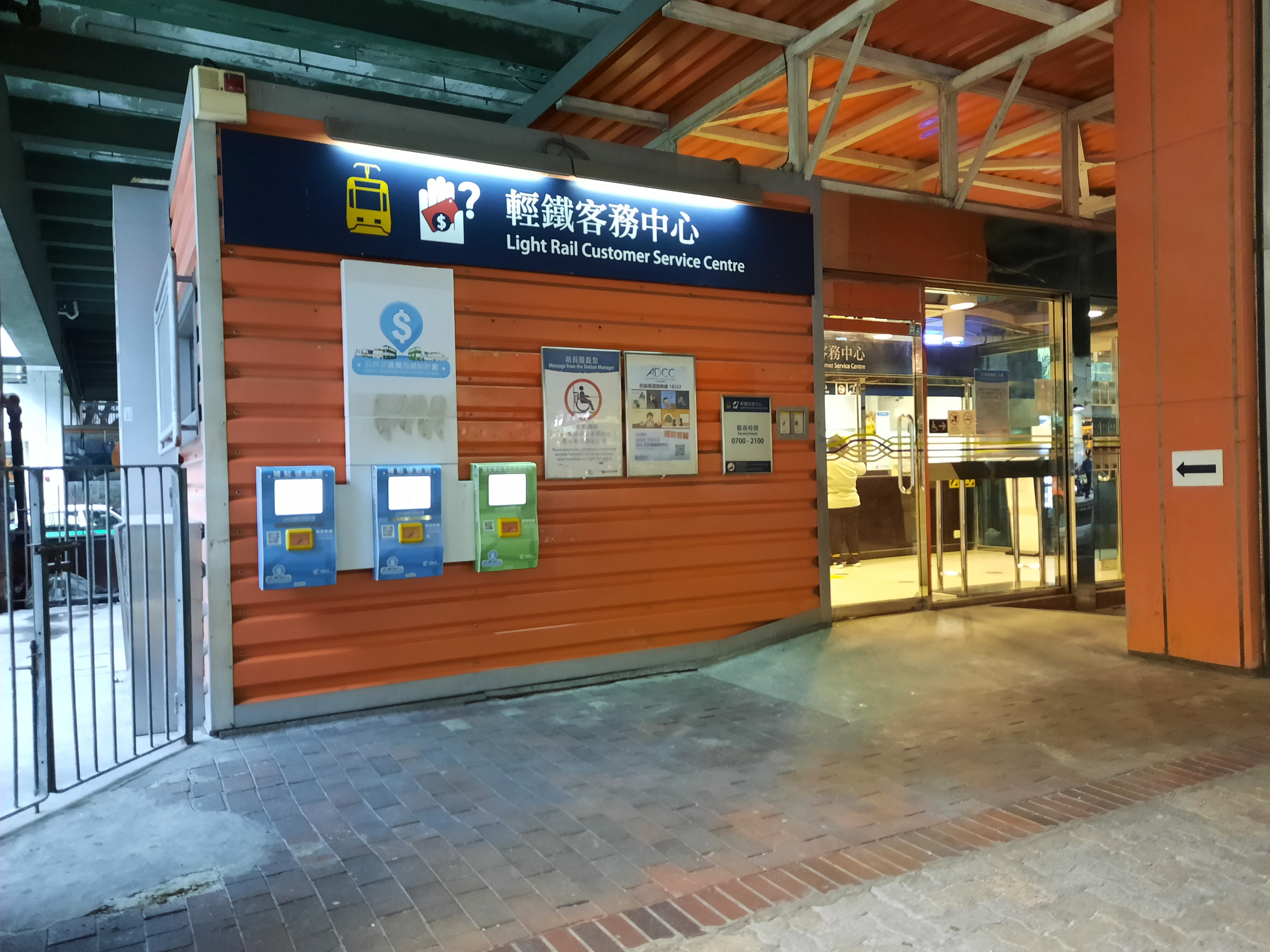
良景站2號月台的輕鐵客務中心

輕鐵客務中心（英語：Light Rail Customer Service Centre），是設於部分香港輕鐵車站之乘客詢問處，為乘客提供輕鐵、屯馬綫及港鐵巴士服務之查詢服務。

## 服務範圍
- 解答乘客一般查詢及提供協助
- 派發單張及刊物
- 派發乘客通訊（輕鐵傳真、九鐵傳真及程趣@KCR，只限兩鐵合併前）
- 售賣紀念品
- 處理乘客投訴
- 派發及收集個人八達通申請表
- 收集學生乘車優惠計劃及長者及合資格殘疾人士公共交通優惠計劃（「殘疾人士身分」個人八達通）之申請表及／或申請費用
- 供乘客繳交罰款
- 處理有關乘客遺失物品事宜
- 售賣城際直通車車票（只限屯門碼頭站及天逸站）
- 兌換零錢供乘客在自動售票機購買單程票或其他用途（如：捐款、乘搭巴士等）
- 派發單張

## 位置

### 現有輕鐵客務中心
| 車站       | 位置                                     | 服務時間          |
| ---------- | ---------------------------------------- | ----------------- |
| 天逸站     | 天逸站3號及4號月台之間（天橋附近）       | 上午7時 - 晚上7時 |
| 市中心站   | 市中心站1號月台以南                      | 暫時關閉          |
| 良景站     | 良景站2號月台上                          | 上午7時 - 晚上9時 |
| 屯門碼頭站 | 屯門碼頭站1號月台以西，近海趣坊入口      | 上午7時 - 晚上9時 |
| 元朗站     | 元朗（東）巴士總站入口側，面向各輕鐵月台 | 上午7時 - 晚上9時 |

### 已關閉客務中心
包括天水圍站（已于2010年4月18日取消）、三聖站、天耀站、大興（南）站

## 外部連結
- 港鐵：輕鐵及巴士服務－顧客服務 （页面存档备份，存于）